# Stinger (cocktail)
Lo Stinger è un cocktail alcolico a base di cognac e crème de menthe. Fa parte della lista dei cocktail ufficialmente riconosciuti dall'IBA a partire dal 1961.

## Storia
L'uso di miscelare cognac con liquori alla menta cominciò ad essere in voga, negli Stati Uniti, sin dagli anni novanta del XIX secolo in cocktail come il Judge e il Painmaster. La prima traccia scritta dello Stinger, che prevedeva l'uso di cognac, risale, invece, al 1900, come appunto scritto a mano nel ricettario pubblicato da William T. "Cocktail" Boothby "American Bartender" e aggiunto nell'edizione del 1905: secondo questo appunto, la ricetta deriverebbe dal barista J.C.O’Connor dell'omonimo cafè; nello stesso volume comparivano anche altre tre varianti (Stinger Junior, Stinger Senior, Stinger Royal).

## Composizione

### Ingredienti
- 5 cl. di cognac
- 2 cl. di crema di menta bianca

### Preparazione
Versare gli ingredienti in un Boston shaker, mescolare e filtrare in una coppetta da cocktail precedentemente raffreddata. Guarnire eventualmente con una foglia di menta.

## Varianti
Diverse varianti del drink sono state create. Modificando le proporzioni dei due ingredienti si definiscono:
- Stinger Senior (o on the rocks): variante più comune, è la versione medium drink con 6 cl. di cognac e 3 cl. di crème de menthe servita in tumbler basso con ghiaccio. Questa versione ebbe molto successo nel Regno Unito negli anni trenta[5].
- Stinger Junior: le proporzioni dei due ingredienti sono 1:1[5].

Se variano gli ingredienti si parla di:
- Amaretto Stinger: variante che prevede l'utilizzo di amaretto  al posto del cognac[7].
- Irish Stinger: variante che prevede l'utilizzo di crema di whiskey al posto del cognac[7].
- Judge: variante che sostituisce il cognac col brandy e aggiunge lo sciroppo di zucchero[3].
- Mexican Stinger: variante che prevede l'utilizzo di tequila  al posto del cognac[8].
- Stinger Royal: variante che prevede l'aggiunta di assenzio[5].
- Whiskey Stinger: variante che prevede l'utilizzo di whiskey al posto del cognac; a seconda del tipo di whiskey può variare il nome: Bourbon Stinger (o Kentucky Stinger) e, Scotch Stinger, ecc[3]. Se si utilizza un particolare marchio di whisky può prenderne la denominazione: esempio classico è "Jack e menta"[9].
- White Spider (o Vodka Stinger): variante che prevede l'utilizzo di vodka al posto del cognac[10] questa versione era presente nella lista dei cocktail ufficiali IBA del 1986[11].
- White Way (o Gin Stinger):  variante che prevede l'utilizzo di gin al posto del cognac[12]; il cocktail è dedicato alla Great White Way di Broadway, tratto nelle vicinanze di Times Square sede di molti teatri di Broadway[13].